# Georg Gehring
Georg Gehring (født 14. november 1903 i Frankenthal, død 31. oktober 1943 i Stettin) var en tysk bryder, som deltog i de olympiske lege 1928 i Amsterdam, 1932 i Los Angeles og 1936 i Berlin.
Gehring var tysk mester i sværvægt i græsk-romersk stil i 1925 og 1926 samt europamester i 1926. Han blev også tysk mester i 1928, samme år han deltog i sit første OL. Han blev regnet som en af favoritterne til OL-titlen, og han kom planmæssigt i gang med sejr over danske Emil Larsen i første runde. I anden runde besejrede han en franskmand og i tredje en tyrkisk bryder. I Fjerde runde besejrede han en italiener, inden han i runde fem tabte til svenske Rudolf Svensson, hvilket sikrede sidstnævnte guldmedaljen. Gehring fik en kamp mere, da man først var ude af turneringen, når man havde tabt to gange og i kampen om sølvmedaljen mødte han Hjalmar Nyström fra Finland, der vandt på point og fik sølv, mens Gehring fik bronze.
Gehring fortsatte med at dominere i Tyskland og blev national mester igen i 1929 og 1930. I 1929 blev han igen europamester, mens han blev nummer tre ved samme stævne i 1930 og 1931. Han deltog igen ved OL 1932 i Los Angeles, hvor han i øvrigt var tysk flagbærer ved åbningsceremonien. Ved disse lege deltog kun fem brydere i sværvægt, og konkurrencen blev afgjort på strafpoint: Når en deltager nåede fem strafpoint, var han ude. Gehring vandt både sin første- og andenrundekamp, men begge blev vundet på point, hvilket gav ét strafpoint for hver kamp. I tredje runde mødte han Josef Urban fra Tjekkoslovakiet, der vandt på fald, hvilket gav Gehring tre strafpoint, og så var han ude som den anden deltager; han blev dermed nummer fire.
Han blev igen tysk mester i 1936 i græsk-romersk stil samt nummer tre i fri stil. Ved OL 1936 stillede han op i fri stil, men blev her elimineret i tredje runde. Han vandt sit sidste tyske mesterskab i 1937, igen i græsk-romersk stil.
Gehring var i øvrigt en alsidig sportsmand, der også dyrkede atletik og vægtløftning på højt niveau.